# Selztaldom

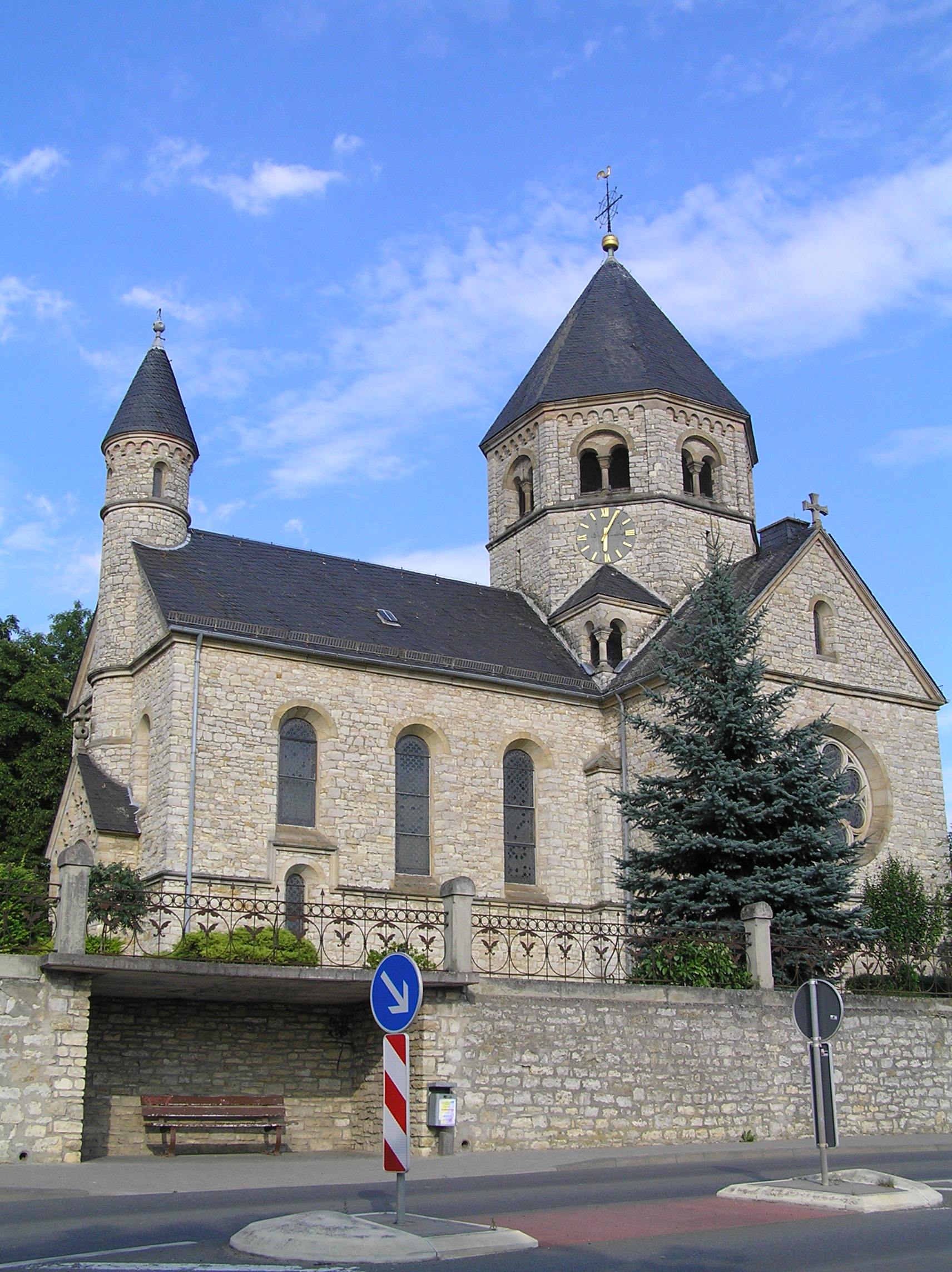
Selztaldom von der Hauptstraße gesehen

Die Evangelische Pfarrkirche in Großwinternheim, auch Selztaldom genannt, ist ein neuromanischer Saalbau nach Vorbild romanischer Architektur am Mittelrhein. Das 1888 geweihte Gebäude steht unter Denkmalschutz.

## Lage
Die Kirche wurde am äußersten Rand des Ortes oberhalb des Selztales errichtet. Sie prägt das Landschaftsbild, was ihr den Spitznamen Selztaldom einbrachte.  Mittlerweile hat die Ortsbebauung die Kirche bis auf den östlichen Teil umschlossen.

## Geschichte
1887/1888 wurde sie nach den Plänen von Heinrich von Schmidt aus München auf dem heute noch erhaltenen Friedhof erbaut. Die Bauzeit betrug zwei Jahre. Sie ersetzte die alte, heute zum Feuerwehrhaus umgebaute reformierte Kirche im Ortskern und konnte am 15. Oktober 1888 eingeweiht werden.

## Architektur

### Außen
Die Kirche ist ein gesüdeter Saalbau mit kurzem Langhaus und Querschiff sowie einer eingezogenen Apsis. Gekrönt wird dieses durch einen Vierungsturm mit gekuppelten Schallarkaden, Lisenen und Bogenfries. An der Nordfassade ist ein runder Treppenturm angebracht. Das Dach ist schiefergedeckt.

### Innen
Im Innern befindet sich unter dem Turmbereich eine Pendentifkuppel, das Langhaus mit flacher und bemalter Bretterdecke im Querschiff ist tonnengewölbt. Der Jugendstil-Prospekt der Orgel stammt noch von den Gebrüdern Link aus Giengen. Die Ausmalungen wurden von Valentin Volk aus Mainz durchgeführt und wurden 1969 restauriert. Hervorzuheben wären an den Vierungsbögen am Turmbereich die Tierkreiszeichen und das Rankenwerk, in der Kuppel Christus beim Abendmahl sowie Abbildungen von Abraham, David, Moses und einem Propheten. Ebenfalls sind noch die originalen Glasfenster in der Apsis von der Firma H. Beiler Glasmalereien aus Heilbronn erhalten geblieben mit den Abbildungen eines segnenden Christus, der von Johannes dem Täufer sowie Moses flankiert wird. Im Querschiff sind Rundbogenfenster ausgeführt; sie zeigen die Evangelisten, denen Reformatoren gegenübergestellt sind.